# Городские населённые пункты Еврейской автономной области
Еврейская автономная область России включает 13 городских населённых пунктов, в том числе:
- 2 города, среди которых выделяются:
  - 1 город, соответствующий категории города областного значения, — в списке выделен оранжевым цветом — в рамках организации местного самоуправления образует отдельное муниципальное образование со статусом городского округа,
  - 1 город в составе района — в рамках организации местного самоуправления входит в одноимённый муниципальный район;
- 11 посёлков городского типа — в составе районов (в рамках организации местного самоуправления входят в соответствующие муниципальные районы).

## Города
| № | населённый пункт | район / город     | население, чел. | основание / первое упоминание | статус города | герб |
| - | ---------------- | ----------------- | --------------- | ----------------------------- | ------------- | ---- |
| 1 | Биробиджан       | Биробиджан        | ↘67 788         | 1915                          | 1937          |      |
| 2 | Облучье          | Облученский район | ↘7831           | 1911                          | 1938          |      |

## Посёлки городского типа
| №  | населённый пункт | район              | население, чел. |
| -- | ---------------- | ------------------ | --------------- |
| 1  | Бира             | Облученский район  | ↘2787           |
| 2  | Биракан          | Облученский район  | ↘1732           |
| 3  | Волочаевка-2     | Смидовичский район | ↘1917           |
| 4  | Известковый      | Облученский район  | ↘1355           |
| 5  | Кульдур          | Облученский район  | ↗1358           |
| 6  | Лондоко-завод    | Облученский район  | ↘982            |
| 7  | Николаевка       | Смидовичский район | ↘6196           |
| 8  | Приамурский      | Смидовичский район | ↘3153           |
| 9  | Смидович         | Смидовичский район | ↘4262           |
| 10 | Теплоозёрск      | Облученский район  | ↘3481           |
| 11 | Хинганск         | Облученский район  | ↘837            |

### Бывшие пгт
- Биробиджан — пгт с 1931 года. До 1932 назывался Тихонькая. Преобразован в город в 1937 году.
- имени Тельмана — пгт с 1949 года. Преобразован в сельский населённый пункт в 2004 году[6].
- Облучье — пгт с 1929 года. Преобразован в город в 1938 году.